# Strega

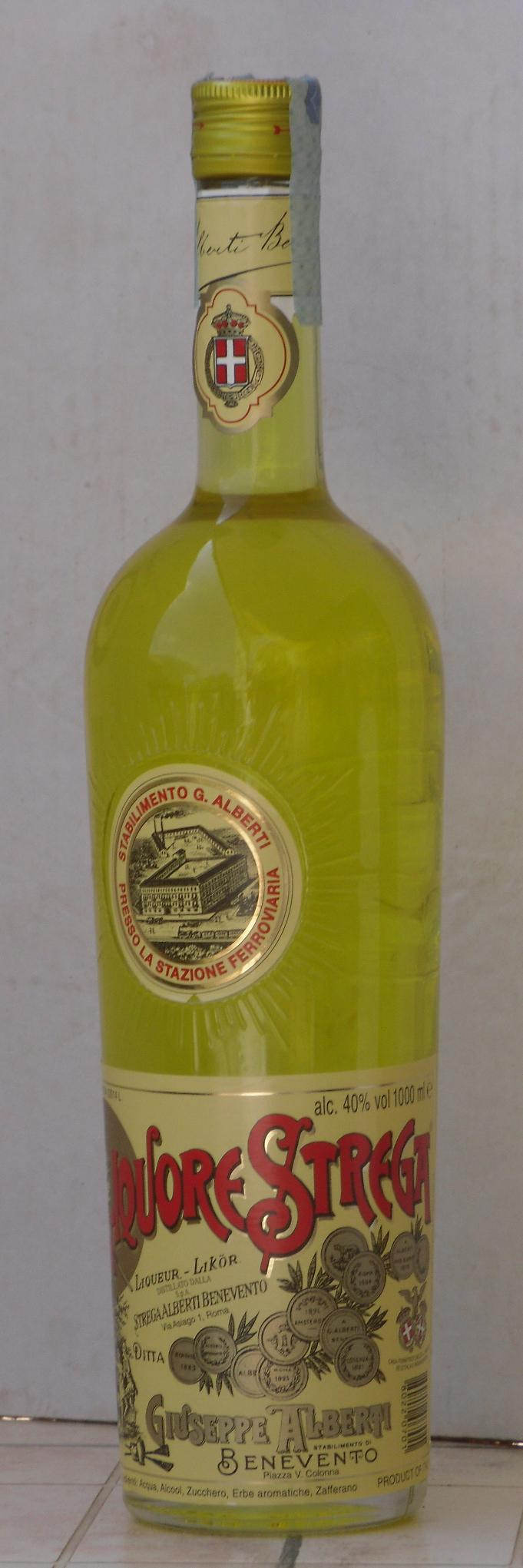
Eine Strega-Flasche

Strega oder Liquore Strega ist ein italienischer Kräuterlikör, der seit 1860 von der Distilleria Strega Alberti Benevento S.p.A. in Benevento, Kampanien hergestellt wird. Seine gelbe Farbe erhält der Likör durch die Verwendung von Safran. Strega hat einen Alkoholgehalt von 40 Vol.-%. Zu den etwa 70 verschiedenen Zutaten gehören auch Minze und Fenchel. Strega ist ein Digestif, man trinkt ihn also nach dem Essen.
Strega sieht dem Galliano ähnlich, auch wenn das Gelb nicht ganz so kräftig wirkt. Es ist ein leicht süßlicher, nicht allzu strenger Likör mit einem vollen, komplexen Geschmack mit deutlichen Minze- oder Koniferennoten. Strega wird auch zum Aromatisieren einer Kuchenspezialität, der Torta Caprese, verwendet.

## Entstehung des Namens
Strega ist das italienische Wort für Hexe, und weil eine Hexenlegende im Gebiet von Benevento bis zurück in die Zeit der lombardinischen Invasion zurückverfolgt werden kann, war dieser Name eine schlüssige Wahl. Im englischen Sprachraum nennt man diesen Likör auch the witch (die Hexe).